# Черноземное (Токмакский район)
Черноземное (укр. Чорноземне) — село,
Таврийский сельский совет,
Токмакский район,
Запорожская область,
Украина.
Код КОАТУУ — 2325284406. Население по переписи 2001 года составляло 142 человека.

## Географическое положение
Село Черноземное находится на одном из истоков реки Карачекрак,
на расстоянии в 2 км от села Зелёный Гай.

## История
Первоначальное название Андербург — от немецких слов «an der Burg» — у города, недалеко от крепости. Наименование впоследствии неправильно употреблялось как «Андрейбург», «Андебург», «Андребург».
Лютеранское село Андребург основано в 1850 году (по другим данным в 1865 году).
Большинство населения составляли немцы-меннониты. Они первыми в этих местах построили кирпичные дома. Поселяне занимались молочным животноводством, тонкорунным овцеводством, земледельческими работами, закладывали фруктовые сады. В верховьях ручья на западе села отсыпали плотину для создания пруда. Построили начальную школу и Молельный дом, действующий от Пришибского Лютеранского прихода.
Из военных мемуаров барона Петра Врангеля известно, что в августе 1920 года здесь проходили бои с Красной армией: «Дроздовская дивизия (донских казаков) овладела Андребургом».
В 1930-х годах после голода на Украине многие семьи переселялись в Сибирь, Омскую область. И даже район там назвали Таврическим (позже переименован в Звонаревокутский).
В начале войны репрессии по национальному признаку коснулись большинства жителей.
- 9 сентября 1941 года депортировано мужское население села в возрасте от 16 до 60 лет.
- В 1945 году переименовано в село Черноземное[3].

С 1950 по 2010-е годы село постепенно угасало, население убывало, молодежь покидала село.